# 杜维佑
杜维佑（1921年—2006年），男，安徽歙县人，中华人民共和国政治人物，曾任中共马鞍山市委书记，安徽省人大常委会副主任。